# Glærem
Glærem är en tidigare tätort i Surnadals kommun i Møre og Romsdal fylke i västra Norge. Orten ligger vid fylkesväg 6156, på norra sidan av Surnadalsfjorden, nordväst om kommunens centralort Skei.
Sedan 2022 räknas bebyggelsen i orten som en del av tätorten Skei-Surnadalsøra.